# ميرابيليس
ميرابيليس (Mirabilis) كان اسم شركة إسرائيلية، قامت بصناعة برنامج التراسل الفوري المعروف ICQ. تأسست هذه الشركة عام 1996 من طرف أربعة إسرائليين هم أريك فردي، يائير غولدفينغر، زيفي فيغيسر وأمنون أمير. بعد أقل من عامين اشترتها الشركة الأمريكية إي أو إل.
كانت الشركة في الأصل تمول من طرف يوسي فردي والد أريك فردي. رغم أن ميرابيليس لم يكن لها آنذاك دخل إلا أن إي أو إل اشترت عام 1998 هذه الشركة بمجموع 407 مليون دولار أمريكي (287 مليون دولار أمريكي دفعة واحدة، و120 مليون دولار أمريكي على مدى ثلاث سنوات).
قامت أيضا إي أو إل بإطلاق برنامجا خاصا بها للتراسل الفوري، اسمه إي أو إل للمراسة الفورية.